# Fravási

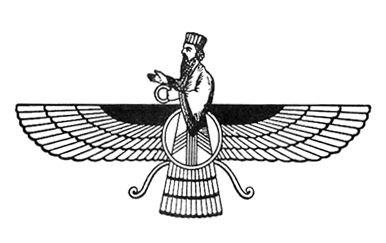
Faravahar, amelyről úgy gondolják, hogy egy fravási ábrázolása

A fravási, néha fravászi, ferver (aveszta: fravaši; فروردین ; óperzsa: fravarti; perzsa: فروهر, frawahr, frawas) a mennyei én vagy örök lélek a zoroasztrizmusban. A létező lények mennybeli előképei, melyek megelőzték a Földön megtestesült hasonmásaikat.  A fordítása általában a „lélek”.
A mazdaizmus utolsó korszakában még a jó Istennek, Ahura Mazdának is volt egy fravásija.
A zoroasztrizmusban az emberi természetnek számos teológiai elemzése létezik. A leggyakoribb szerint az ember öt részből áll  : 
- tan - a test; vagyis az anyagi vagy getig dimenzió
- dzsan - vitális szellem
- urvan - lélek
- adhéva - a "képmás"
- fravási

A tan (test) a halál után a földön marad, az urvan (lélek) ítélet alá esik, és szembesül a lelkiismerettel (daena). A fravási az emberi természetnek már a születést megelőzően létező összetevője.
A pahlaví irodalom az emberi sorssal kapcsolatban olykor azt állítja, hogy minden egyes embernek megvan a maga khvarr-ja, vagyis Ahura Mazdá által előre meghatározott rendeltetése, de azt szabad akaratával elutasíthatja. Az emberi személy lényegének olykor az értelmet (khrat) nevezik. Az emberi természetnek ugyan megvannak ezek az elkülöníthető részei, természeténél fogva mégis egységet alkot. Angra Mainju – a kapzsiság, a gőg, a kétségbeesés, a hazugság stb. által – ezt az egységet, a részek egyensúlyát igyekszik felszámolni, elpusztítva így a lélek részeit.